# Kán
Kán es el nombre de una familia de la nobleza húngara de la que surgirían varios personajes que ejercerían el cargo de ban en Croacia y Eslavonia, de voivoda de Transilvania palatinos de Hungría en los siglos XIII y XIV.

## Historia
La familia Kán era miembro del clan Hermány. Cruzaron los Cárpatos junto con Árpád, líder de los magiares, y se asentaron en Panonia en 895. Fueron condes de Siklós desde el año 900.

## Miembros

### Rama transilvana
- Julio I (Gyula). Conde de Siklós. Ban de Croacia y Eslavonia, 1213, 1229-1235. Voivoda de Transilvania, 1201-1214. Palatino de Hungría, 1215–1218, 1222-1226.
- Ladislao I (László), hijo de Julio I Kán. Conde de Siklós. Palatino de Hungría, 1242-1245. Ban de Croacia y Eslavonia, 1245-1246.
- Julio II, hijo de Julio I Kán. Conde de Siklós. Voivoda de Transilvania, 1230-1233.
- Ladislao II, hijo de Ladislao I Kán. Voivoda de Transilvania, 1260–1267, 1275-1276.
- Miklós Kán, hijo de Ladislao I Kán. Arzobispo electo de Esztergom en la década de 1270.
- Ladislao III, hijo de Ladislao II Kán. Contrajo matrimonio con una princesa de la familia real polaca Piast. Voivoda of Transylvania 1294-1315. Se cree incorrectamente que es el fundador de la familia Lackfi o Lacković.[1]

### Rama de Baranya
- Julio III, hijo de Miklós Kán, ispán de los condados de Baranya y Tolna.